# Río Cúllar
El río Cúllar es un río del sur de España perteneciente a la cuenca hidrográfica del Guadalquivir, que discurre en su totalidad por el territorio del nordeste de la provincia de Granada. 

## Curso
El río Cúllar nace en la sierra de Orce, en el término municipal que le da nombre: Cúllar. Realiza un recorrido en dirección este-oeste a lo largo de unos 22 km a través de la Hoya de Baza hasta su desembocadura en el río Guardal, cerca de la localidad de Benamaurel. 
El cauce del río Cúllar puede encontrarse seco puntualmente por la desviación de su caudal para riego.